# Philippe Noiret

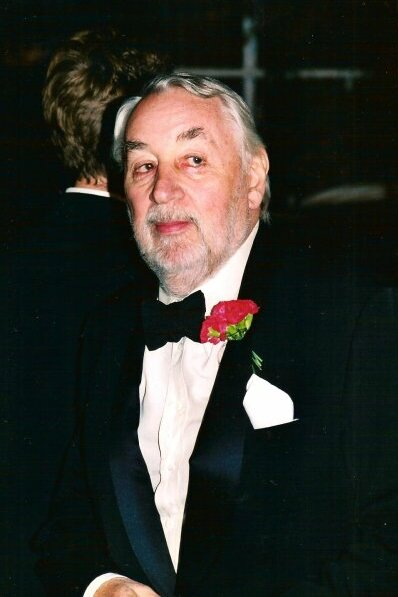
Philippe Noiret la Festivalul de Film de la Cannes din 2003

Philippe Noiret (n. 1 octombrie 1930, Lille, Franța – d. 23 noiembrie 2006, Paris, Île-de-France, Franța) a fost un actor francez de film și de teatru.

## Filmografie selectivă
- 1961 Căpitanul Fracasse (Le capitaine Fracasse), regia Pierre Gaspard-Huit
- 1961 Tot aurul din lume (Tout l'or du monde), regia René Clair ca Victor Hardy, om de afaceri
- 1962 Thérèse Desqueyroux, regia Georges Franju
- 1968 Alexandru cel fericit (Alexandre le bienheureux), r. Yves Robert
- 1969 Topaz, regia Alfred Hitchcock ca Henri Jarré
- 1970 Capriciile Mariei (Les caprices de Marie), regia Philippe de Broca
- 1971 Războiul lui Murphy (Murphy's War), regia Peter Yates
- 1972 Fata bătrână (La vieille fille), regia Jean-Pierre Blanc
- 1972 Atentatul (L'Attentat), regia Yves Boisset
- 1974 Vecinii de dedesubt (Les gaspards), regia Pierre Tchernia
- 1975 Pușca veche (Le vieux fusil), regia Robert Enrico
- 1976 Deșertul tătarilor (Il deserto dei tartari), regia Valerio Zurlini
- 1980 În căutarea lui Jupiter (On a volé la cuisse de Jupiter), regia Philippe de Broca
- 1981 Curățenie la sânge (Coup de torchon), regia Bertrand Tavernier
- 1983 Prietenul lui Vincent
- 1994 Poștașul (Il postino) ca Pablo Neruda, regia Michael Radford